# 庫西伊
52°7′8″N 31°25′5″E / 52.11889°N 31.41806°E
庫西伊（烏克蘭語：Кусії），是烏克蘭北部的村莊，隸屬切爾尼希夫州的切爾尼希夫區。該村面積2.92平方公里，海拔高度147米，2006年人口523，人口密度每平方公里136.2人。